# Thue et Mue
Thue et Mue é uma comuna francesa na região administrativa da Normandia, no departamento de Calvados. Estende-se por uma área de 36,82 km². Em 2010 a comuna tinha 6 239 habitantes (densidade: 169,4 hab./km²).
A municipalidade foi estabelecida em 1 de janeiro de 2017 e consiste na fusão das antigas comunas de Bretteville-l'Orgueilleuse, Brouay, Cheux, Le Mesnil-Patry, Putot-en-Bessin e Sainte-Croix-Grand-Tonne. A comuna tem sua prefeitura em Bretteville-l'Orgueilleuse.